# ベン・アレクサンダー

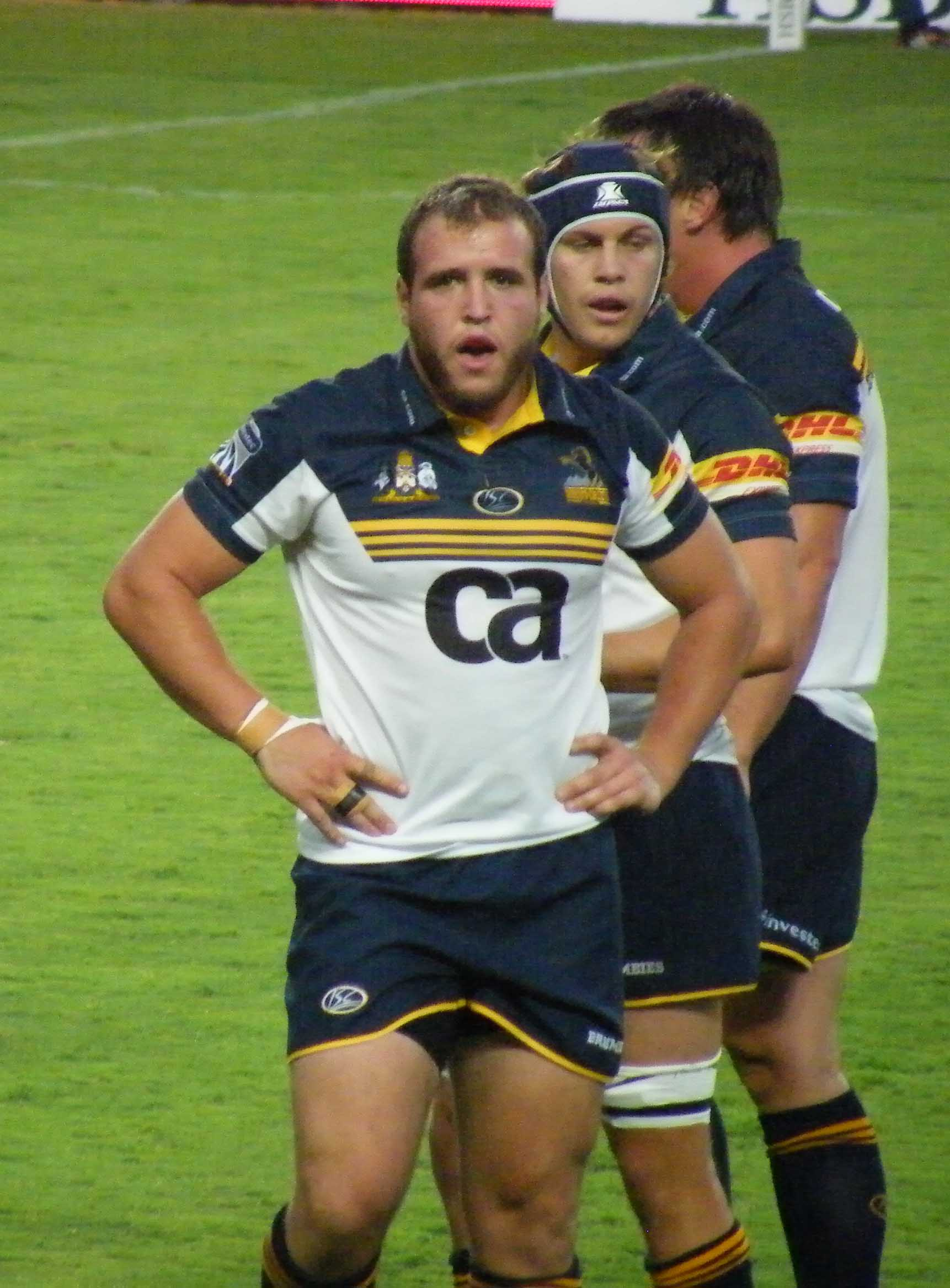

ベン・アレクサンダー（英: Ben Alexander、1984年11月13日 - ）は、オーストラリア出身のラグビーユニオン選手。ポジションはプロップ。

## 人物
1984年11月13日、シドニーで生まれる。
身長189 cm、体重120 kg。

## キャリア
ノックス・グラマー卒業。2005年、ラグビーオーストラリア21歳以下代表に選出される。同年、ブランビーズのディベロップメントチーム、ブランビーランナーズ (Brumby Runners) に入る。
2006年、イングランドの2部に相当するチーム、ベッドフォード・ブルーズ (Bedford Blues) に入る。2006-07の1シーズン所属。
2007年、所属するウェスタンシドニー・ラムズ (Western Sydney Rams) がオーストラリア・ラグビー・チャンピオンシップ (Australian Rugby Championship) に出場。チームメイトにカートリー・ビール、タタフ・ポロタ＝ナウ (Tatafu Polota-Nau)、ラチー・ターナー (Lachie Turner)、ジョシュ・ホームズ (Josh Holmes) などがいた。
2008年、スーパー14（現スーパーラグビー）のブランビーズのトップチームに入る。同年、ワラビーズに初選出、フランス戦で代表デビュー。
2009年、スーパー14ではシーズン13試合出場、代表ではこの年のテストマッチ14試合すべてに出場する。2010年のスーパー14ではシーズン7トライでチーム最多。
2011年、ワールドカップのオーストラリア代表に選出された。